# Ени Малатьяспор
«Ени́ Малатьяспо́р» (тур. Yeni Malatya Spor Kulübü) — турецкий профессиональный футбольный клуб из города Малатья. Основан в 1986 году как «Малатья Беледиеспор», своё нынешнее название команда носит с сезона 2009/10. Первыми цветами клуба были оранжево-зелёные, позднее было решено перейти на жёлто-чёрные. «Ени Малатьяспор» изначально выступал только в низших лигах турецкого футбола, ощутимый подъём начался с сезона 2009/10.
Команда выиграла плей-офф Третьей лиги и в течение пяти лет выступала во Второй лиге. В 2012 году было принято решение о смене цветов клуба на красно-жёлтые, в которых ранее выступал более известный городской коллектив «Малатьяспор». Также планировалось избавиться от приставки «Ени», однако УЕФА не утвердил смену названия. В сезоне 2014/15 «Ени Малатьяспор» впервые в своей истории вышел в Первую лигу. Лучшим достижением клуба в высшей лиге является 5-е место в сезоне 2018/2019, что позволило клубу участвовать в розыгрыше Лиги Европы 2019/20 со второго квалификационного раунда.
В 2022 году председатель клуба Адиль Геврек ушёл со своей должности в отставку, в том же сезоне клуб выбыл в Первую лигу после пяти сезонов в Суперлиге.

## История выступлений в турецких лигах
- Суперлига: 2017−2022
- Первая лига: 2015-17, 2022—н. в.
- Вторая лига: 1999-00, 2008-09, 2010-15
- Третья лига: 1998-99, 2000-01, 2007-08, 2009-10
- Любительская лига: 1986-98, 2001-07

## Еврокубки
| сезон   | турнир      | раунд | соперник          | страна        | дома | в гостях | итог |
| ------- | ----------- | ----- | ----------------- | ------------- | ---- | -------- | ---- |
| 2019/20 | Лига Европы | 2Q    | «Олимпия Любляна» | Флаг Словении | 2:2  | 1:0      | 3:2  |
| 2019/20 | Лига Европы | 3Q    | «Партизан»        | Флаг Сербии   | 1:0  | 1:3      | 2:3  |

## Достижения
- Победитель Белой группы Второй лиги (1): 2014/15

## Текущий состав
| №  |                | Поз. | Имя                                         | Год рождения |
| -- | -------------- | ---- | ------------------------------------------- | ------------ |
| 1  | Флаг Турции    | Вр   | Мурат Акшит                                 | 2002         |
| 3  | Флаг Ганы      | Защ  | Филип Авуку                                 | 2000         |
| 4  | Флаг Аргентины | Защ  | Гастон Кампи                                | 1991         |
| 6  | Флаг Турции    | ПЗ   | Бугра Чагыран                               | 1995         |
| 7  | Флаг Турции    | ПЗ   | Мустафа Эскихеллач                          | 1997         |
| 13 | Флаг Турции    | Вр   | Ойтун Оздоган                               | 1998         |
| 14 | Флаг Шотландии | ПЗ   | Стиви Мэллан                                | 1996         |
| 15 | Флаг Бурунди   | Защ  | Эрик Н'Дизейе                               | 1999         |
| 19 | Флаг Ганы      | ПЗ   | Хаки Осман                                  | 2002         |
| 21 | Флаг Турции    | ПЗ   | Нури Фатих Айдын                            | 1995         |
| 22 | Флаг Турции    | Вр   | Абдулсамед Дамлу                            | 1999         |
| 24 | Флаг Нигерии   | ПЗ   | Азубуике Окечукву (в аренде из «Истанбула») | 1997         |

| №  |              | Поз. | Имя                                        | Год рождения |
| -- | ------------ | ---- | ------------------------------------------ | ------------ |
| 25 | Флаг Турции  | Вр   | Эртач Озбир                                | 1989         |
| 28 | Флаг Турции  | Защ  | Барыш Башдаш                               | 1990         |
| 30 | Флаг Ганы    | Нап  | Бенджамин Тетте                            | 1997         |
| 34 | Флаг Ганы    | ПЗ   | Годфред Донса                              | 1996         |
| 45 | Флаг Египта  | Защ  | Карим Хафез                                | 1996         |
| 54 | Флаг Турции  | ПЗ   | Атакан Мюжде                               | 2003         |
| 66 | Флаг Бурунди | ПЗ   | Жоспен Ншимиримана                         | 2001         |
| 70 | Флаг Турции  | Защ  | Эршан Яша                                  | 2000         |
| 77 | Флаг Турции  | ПЗ   | Мерт Мирач Алтынташ                        | 2001         |
| 80 | Флаг Турции  | Защ  | Мухаммед Сарыкая (в аренде из «Истанбула») | 2002         |
| 99 | Флаг Турции  | Вр   | Эйюп Тюркаслан                             | 1994         |